# Санта Кроче (Терамо)
Санта Кроче је насеље у Италији у округу Терамо, региону Абруцо.
Према процени из 2011. у насељу је живело 798 становника. Насеље се налази на надморској висини од 262 м.